# Chavigny-Bailleul
Chavigny-Bailleul – miejscowość i gmina we Francji, w regionie Normandia, w departamencie Eure.
Według danych na rok 1990 gminę zamieszkiwało 466 osób, a gęstość zaludnienia wynosiła 25 osób/km² (wśród 1421 gmin Górnej Normandii Chavigny-Bailleul plasuje się na 477. miejscu pod względem liczby ludności, natomiast pod względem powierzchni na miejscu 69.).